# John Cookman
John Emory Cookman (* 2. September 1909 in Englewood, New Jersey; † 19. August 1982 in Plattsburgh, New York) war ein US-amerikanischer Eishockeyspieler.

## Karriere
John Cookman besuchte zunächst die Phillips Exeter Academy. Anschließend studierte er an der Yale University, an der er 1931 seinen Abschluss machte. Er war Vice President von Benson & Hedges, als die Firma 1954 von Philip Morris aufgekauft wurde. Von 1963 bis 1978 war er im Board of Directors von Philip Morris. Im Jahr 1967 wurde er zum Chief Financial Officer der Firma ernannt, ehe er 1970 Senior Vice President wurde.

### International
Für die USA nahm Cookman an den Olympischen Winterspielen 1932 in Lake Placid teil, bei denen er mit seiner Mannschaft die Silbermedaille gewann. Er selbst erzielte in fünf Spielen zwei Tore.

## Erfolge und Auszeichnungen
- 1932 Silbermedaille bei den Olympischen Winterspielen